# Abaeté Linhas Aéreas
Abaeté Linhas Aéreas — бывшая региональная авиакомпания Бразилии со штаб-квартирой в городе Салвадор, работавшая на рынке регулярных и чартерных коммерческих авиаперевозок в штате Баия. Прекратила свою деятельность в 2012-м году.

## История
Abaeté Linhas Aéreas ведёт свою историю от небольшой авиакомпании Aerotáxi Abaeté, образованной в 1979 году и предоставлявшей услугу челночных перевозок (аэротакси). В 1985 году компания выкупила своего прямого конкурента «Atlanta Taxi Aéreo».
В 1994 году «Aerotáxi Abaeté» получила разрешение на создание дочернего подразделения Abaeté Linhas Aéreas для открытия ряда регулярных рейсов по аэропортам бразильского штата Баия.
Работа авиакомпании прекращена в 2012-м году, в 2018-м отозвана лицензия на право оказания перевозки авиапассажиров.

## Маршрутная сеть
В мае 2010 года маршрутная сеть регулярных перевозок авиакомпании Abaeté Linhas Aéreas включала следующие пункты назначения:
- Бон-Жезус-да-Лапа
- Гуанамби
- Салвадор — Международный аэропорт имени Луиса-Эдуарду-Магальяйнса

## Флот
По состоянию на декабрь 2010 года воздушный флот авиакомпании Abaeté Linhas Aéreas составляли следующие самолёты: